# Mianserina
La mianserina è una molecola psicoattiva appartenente alla famiglia terapeutica degli antidepressivi tetraciclici. È classificata come un antidepressivo specifico noradrenergico e serotoninergico e possiede, inoltre, effetti ansiolitici, ipnotici, antiemetici, antistaminici e stimolanti l'appetito. In molti paesi è stata sostituita, nella pratica clinica, dalla molecola analoga e derivata, mirtazapina.

## Farmacodinamica
La mianserina fa parte di una serie di composti, le piperazino-azepine, la cui struttura chimica è diversa da quella degli antidepressivi triciclici. Manca infatti la catena laterale di base da cui dipende l'attività anticolinergica dei composti triciclici.
Mianserina è un antagonista dei recettori H1 dell'istamina, e dei recettori della 5-idrossitriptamina (serotonina) di tipo 5-HT1D, 5-HT2A, 5-HT2B, 5-HT2C, 5-HT3, 5-HT6, 5-HT7. 
Mianserina aumenta l'attività noradrenergica centrale bloccando i recettori α1 ed α2-adrenergici e inoltre inibisce la ricaptazione della noradrenalina.
Inoltre, mianserina sembra essere anche un potente antagonista del recettore neuronale dell'octopamina.
Quali siano le possibili implicazioni di quest'azione sul tono dell'umore non è chiaro. Tuttavia l'octopamina è stata implicata nella regolazione del sonno, dell'appetito e della produzione di insulina. Quest'azione potrebbe, in teoria, contribuire al profilo complessivo degli effetti collaterali della mianserina.
Il farmaco è dotato di attività ansiolitica e determina un miglioramento del sonno. Queste azioni sono importanti nel trattamento di soggetti affetti da ansia o disturbi del sonno che possono accompagnare la malattia depressiva. È verosimile che le proprietà sedative siano in relazione all'attività istamino-antagonista H1 e alfa1.
Alle usuali dosi terapeutiche mianserina è praticamente priva di attività anticolinergica e non antagonizza l'azione di molecole simpaticomimetiche ad attività antipertensiva interagenti con i recettori adrenergici.

## Farmacocinetica
Mianserina dopo somministrazione per via orale è rapidamente e adeguatamente assorbita dal tratto gastrointestinale.La concentrazione plasmatica massima (Cmax) viene raggiunta in circa 3 ore dall'assunzione. La biodisponibilità è stata calcolata in circa il 20%.
Mianserina si lega alle proteine plasmatiche (prevalentemente all'albumina) nella misura del 95%. L'emivita di eliminazione è variabile tra le 21 e le 61 ore ed è sufficiente per giustificare la monosomministrazione giornaliera. Il farmaco è ampiamente metabolizzato nell'organismo: le più importanti vie di biotrasformazione sono la demetilazione e l'ossidazione, entrambe seguite dalla coniugazione. L'eliminazione avviene per via urinaria e fecale in un periodo di tempo compreso tra 7 e 9 giorni.

## Tossicità
La DL50 a seguito di somministrazione orale nel topo è risultata pari a 325 mg/kg mentre nel ratto è stata di 1450 mg/kg.

## Usi clinici
Mianserina è consigliata nel trattamento della depressione nelle sue varie forme: depressione endogena, depressione reattiva, depressione associata ad ansia ed agitazione, melanconia involutiva, depressione associata a disturbi somatici.
Il favorevole profilo di sicurezza e tollerabilità della molecola è stato confermato anche nella popolazione anziana. Mianserina avrebbe un'efficacia simile a quella del farmaco antidepressivo moclobemide.

## Effetti collaterali ed indesiderati
In corso di trattamento con mianserina i più comuni effetti avversi includono secchezza della bocca, vertigine, visione offuscata spesso conseguente a disturbi dell'accomodamento, sedazione, tendenza alla sonnolenza, stipsi. In molti pazienti è stata anche segnalata una evidente iperfagia (aumento dell'appetito) con conseguente incremento di peso corporeo.
Reazioni avverse potenzialmente gravi includono reazioni allergiche, sincope, convulsioni. È possibile, in un numero limitato di casi, il verificarsi di una sindrome neurolettica maligna. Talvolta si possono manifestare piastrinopenia, granulocitopenia (riduzione dei globuli bianchi) oppure agranulocitosi.

## Controindicazioni
Il farmaco è controindicato nei soggetti con ipersensibilità nota al principio attivo oppure ad uno qualsiasi degli eccipienti della forma farmaceutica. È inoltre controindicato nei pazienti affetti da grave insufficienza epatica, nelle donne in stato di gravidanza, ed in quelle che allattano al seno.
Va infine ricordato che mianserina non deve essere utilizzata per il trattamento di bambini e adolescenti con meno di 18 anni di vita, in quanto studi clinici effettuati in questa fascia d'età hanno evidenziato una aumentata frequenza di tentati suicidi e ideazione suicidaria, così come ostilità ed aggressività, rispetto a gruppi di controllo trattati con placebo.